# Wade Belak
Wade William Belak, geb. Aadland, (* 3. Juli 1976 in Saskatoon, Saskatchewan; † 31. August 2011 in Toronto, Ontario) war ein kanadischer Eishockeyspieler, der im Verlauf seiner aktiven Karriere zwischen 1991 und 2011 unter anderem 571 Spiele für die Colorado Avalanche, Calgary Flames, Toronto Maple Leafs, Florida Panthers und Nashville Predators in der National Hockey League auf der Position des Verteidigers bestritten hat Seine größten Karriereerfolge feierte Belak, der den Spielertyp des Enforcers verkörperte, jedoch in Diensten der Hershey Bears mit dem Gewinn des Calder Cups der American Hockey League im Jahr 1997 sowie dem Britischen Meistertitel mit den Coventry Blaze im Jahr 2005. Sein Bruder Graham war ebenfalls professioneller Eishockeyspieler.

## Karriere
Wade Belak spielte zunächst von 1991 bis 1993 für die North Battleford North Stars in unterklassigen Juniorenligen in Saskatchewan. Die Saison 1992/93 beendete der Enforcer in seiner Heimatstadt bei den Saskatoon Blades, für die er bis 1996 regelmäßig in der Western Hockey League spielte. In dieser Zeit wurde er während des NHL Entry Draft 1994 von den Québec Nordiques in der ersten Runde als insgesamt zwölfter Spieler ausgewählt und gab in der American Hockey League für die Cornwall Aces sein Debüt im professionellen Eishockey.
In den Jahren 1996 bis 1999 stand Belak für das Nachfolgeteam der Nordiques, die Colorado Avalanche in der National Hockey League auf dem Eis, jedoch wurde er hauptsächlich in deren Farmteam, bei den Hershey Bears in der AHL eingesetzt.
Im Februar 1999 wurde der Verteidiger zunächst an die Calgary Flames abgegeben. Aufgrund einer Schulterverletzung fiel er lange Zeit aus, so dass er im Februar 2001 auf die Waiver-Liste gesetzt, und von den Toronto Maple Leafs verpflichtet wurde. In Toronto spielte Belak sieben Jahre, einzig die Zeit des Lockout in der NHL-Saison 2004/05 überbrückte der Kanadier in der britischen Elite Ice Hockey League bei den Coventry Blaze und gewann mit der Mannschaft die britische Meisterschaft. Am 26. Februar 2008 erwarben die Florida Panthers im Tausch für ihr Fünftrunden-Wahlrecht im NHL Entry Draft 2008 Belak von den Maple Leafs, doch bereits nach einem halben Jahr wurde er am 27. November 2008 von den Nashville Predators in einem Transfergeschäft erworben. Im Gegenzug wechselte Nick Tarnasky zu den Panthers.
Im März 2011 gab der Abwehrspieler sein Karriereende bekannt. Am 31. August 2011 wurde der damals 35-jährige Belak tot im Condotel One King Street West in Toronto aufgefunden. Als Todesursache gilt Suizid durch Erhängen.

## Erfolge und Auszeichnungen
- 1997 Calder-Cup-Gewinn mit den Hershey Bears
- 2005 Britischer Meister mit den Coventry Blaze
- 2005 EIHL All-Star Second Team
- 2005 EIHL Challenge-Cup-Meister

## Karrierestatistik
(Legende zur Spielerstatistik: Sp oder GP = absolvierte Spiele; T oder G = erzielte Tore; V oder A = erzielte Assists; Pkt oder Pts = erzielte Scorerpunkte; SM oder PIM = erhaltene Strafminuten; +/− = Plus/Minus-Bilanz; PP = erzielte Überzahltore; SH = erzielte Unterzahltore; GW = erzielte Siegtore; 1 Play-downs/Relegation; Kursiv: Statistik nicht vollständig)